# Beta Volantis
Beta Volantis (β Vol) – gwiazda w gwiazdozbiorze Ryby Latającej. Oddalona jest o około 108 lat świetlnych.

## Charakterystyka
Jest to olbrzym o pomarańczowej barwie, reprezentujący typ widmowy K2. Pomimo małej obserwowalnej wielkości gwiazdowej (3,775m), gwiazda ta jest najjaśniejszą gwiazdą tego gwiazdozbioru. Jednak ludzkie oko nie jest w stanie rozdzielić składników układu podwójnego Gamma Volantis, przez co wydaje się on być jedną gwiazdą, nieco jaśniejszą niż Beta.